# Xã Crooked Creek, Quận Houston, Minnesota
Xã Crooked Creek (tiếng Anh: Crooked Creek Township) là một xã thuộc quận Houston, tiểu bang Minnesota, Hoa Kỳ. Năm 2010, dân số của xã này là 285 người.